# 新鹿沼駅
新鹿沼駅（しんかぬまえき）は、栃木県鹿沼市鳥居跡町（とりいどちょう）にある東武鉄道日光線の駅である。駅番号はTN 18。

## 歴史
- 1929年（昭和4年）
  - 4月1日 - 杉戸駅（現・東武動物公園駅）から当駅まで開通と同時に開業[2]。
  - 7月7日 - 当駅 - 下今市駅間開業[3]。
- 1983年（昭和58年） - 貨物取り扱いを廃止。
- 2003年（平成15年）3月19日 - 特急「けごん」「きぬ」全列車停車開始。
- 2012年（平成24年）
  - 3月17日 - TN 18の駅ナンバリングを導入。
  - 4月5日 - 東西自由通路が供用開始。
- 2015年（平成27年）9月 - 台風18号による豪雨で、当駅 - 下今市駅間が不通となる[4]。当駅 - 北鹿沼駅間の路盤が流出。
- 2024年（令和6年）1月14日 -  栃木県誕生150年、鹿沼市制75周年を記念して、駅名看板、駅舎正面入口、駅事務室壁面、待合室などの装飾を実施。実施期間は、2024年1月14日（日）〜2025年3月末(予定)[5][6]。

## 駅構造
単式ホーム1面1線と島式ホーム1面2線の計2面3線を有する地上駅。駅舎は浅草方面ホーム側にあり、東武日光方面ホームとは跨線橋により連絡している。
バリアフリー設備としてエレベーターが設置されている。2012年に駅の東西を連絡する自由通路の建設が進められ、同年4月5日より供用を開始した。
東武日光駅管区傘下の駅長配置駅で、合戦場駅 - 板荷駅間を管理する。

### のりば
1・3番線を主本線として、2番線を上下線共用の待避線としている。
| 番線 | 路線   | 方向 | 行先                                                                                             |
| ---- | ------ | ---- | ------------------------------------------------------------------------------------------------ |
| 1・2 | 日光線 | 上り | 新栃木・東武動物公園・ 東武スカイツリーライン 北千住・とうきょうスカイツリー・浅草・ ■JR新宿方面 |
| 2・3 | 日光線 | 下り | 下今市・東武日光・ 鬼怒川線 鬼怒川温泉方面                                                       |

- 上記の路線名は旅客案内上の名称（「東武スカイツリーライン」は愛称）で表記している。
- 当駅始発の列車が早朝に2本設定されている。夜にも新栃木方面から当駅止まりの列車が設定されており、こちらは合戦場 - 当駅間へ向かう最終列車となっている。

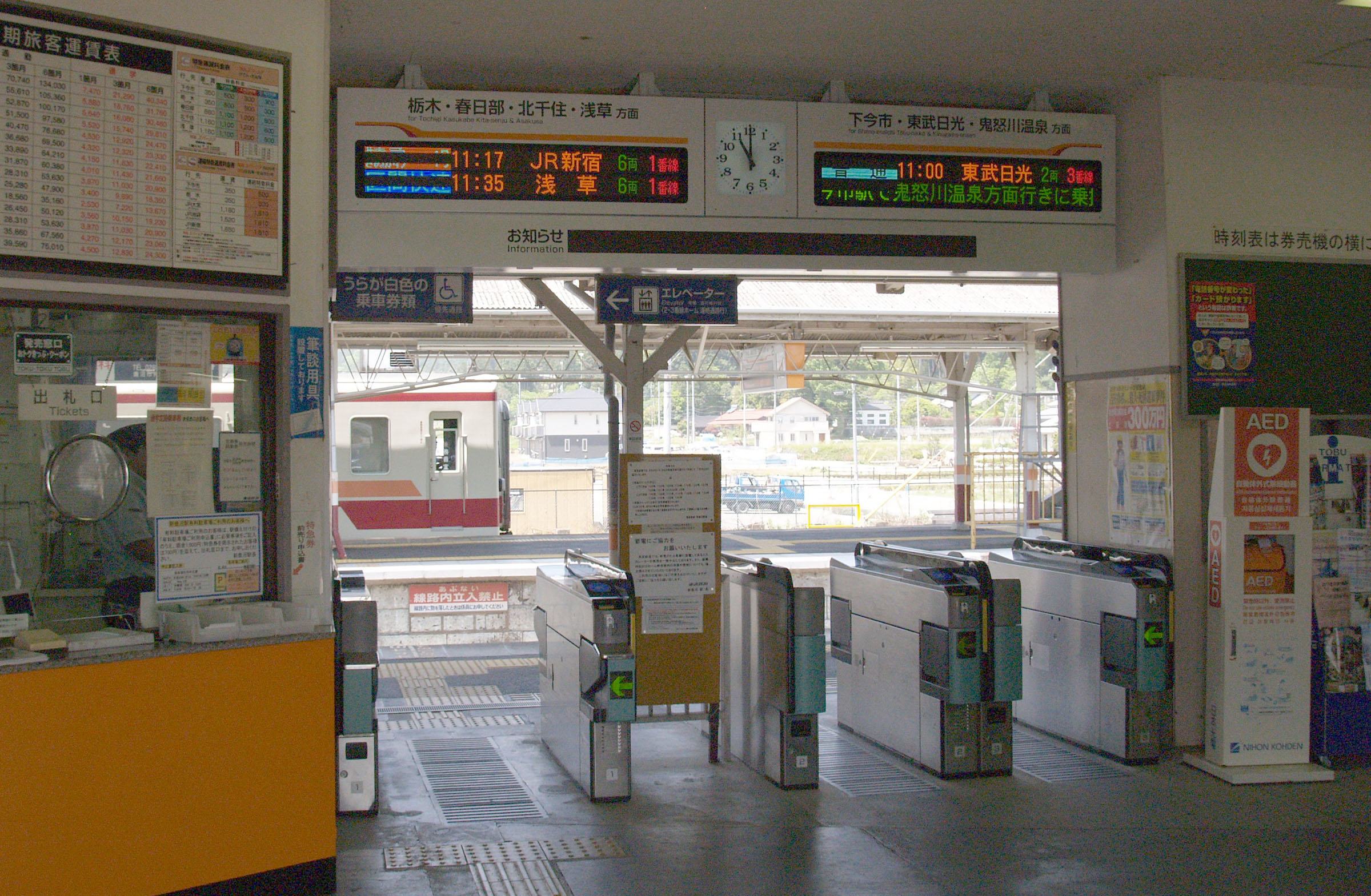
改札口（2011年5月）
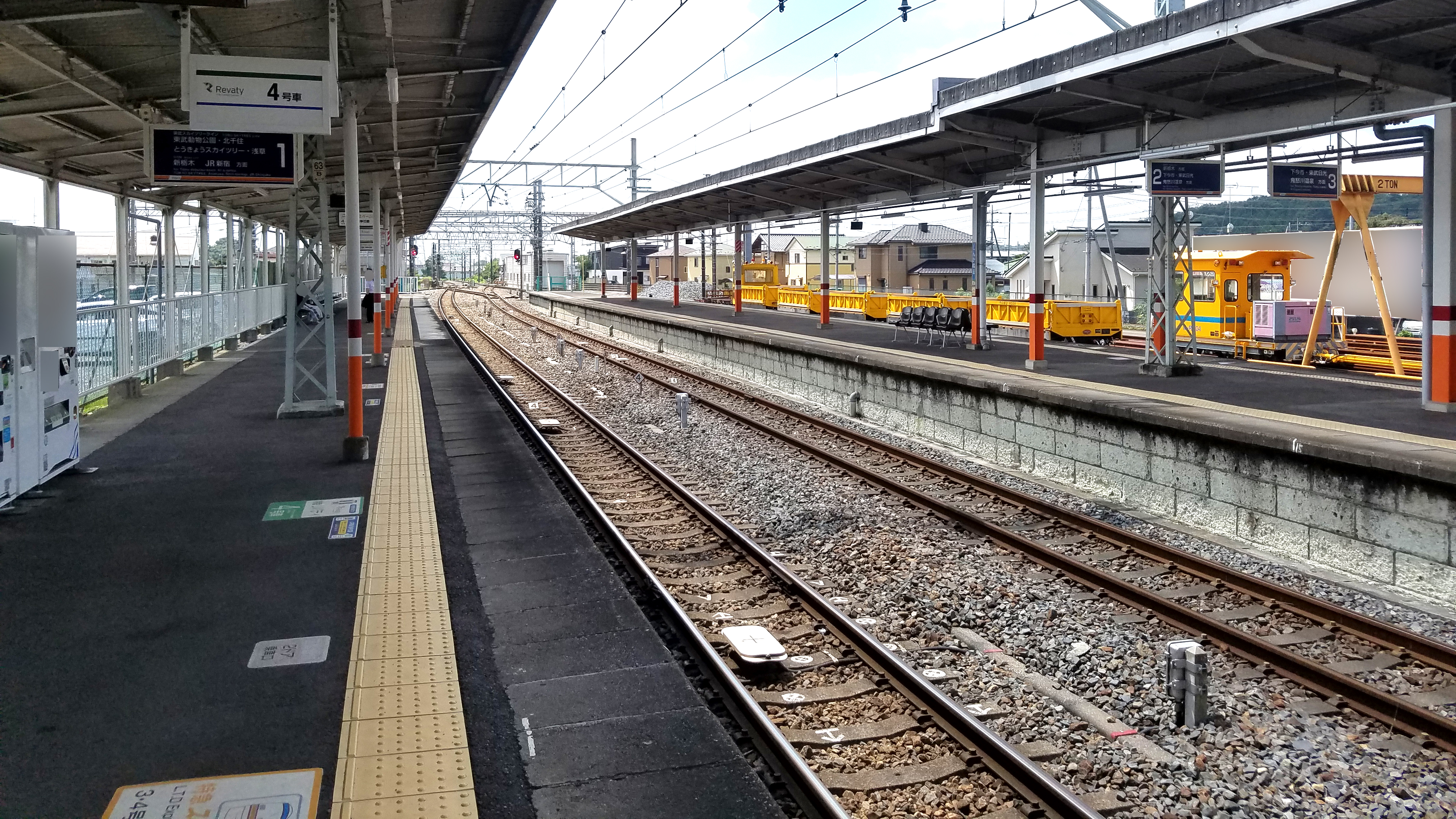
1番線ホーム（2021年8月）
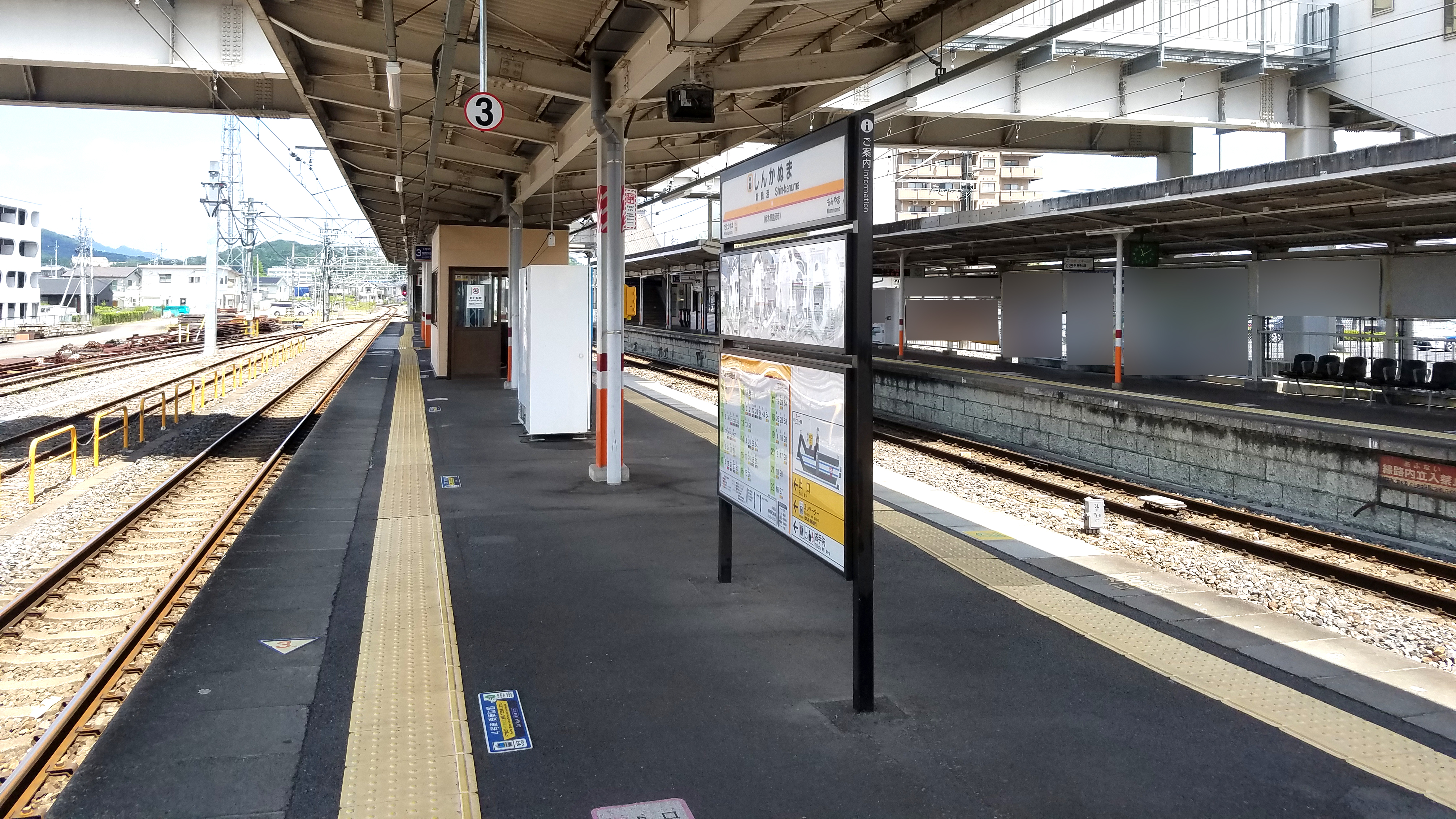
2・3番線ホーム（2021年8月）

## 利用状況
2024年度の1日平均乗降人員は2,952人である。
近年の1日平均乗降・乗車人員の推移は下表の通り。
| 年度               | 1日平均 乗降人員 | 1日平均 乗車人員 | 出典       |
| ------------------ | ---------------- | ---------------- | ---------- |
| 1998年（平成10年） | 4,421            |                  |            |
| 1999年（平成11年） | 4,437            |                  |            |
| 2000年（平成12年） | 4,444            | 2,259            |            |
| 2001年（平成13年） | 4,494            | 2,293            |            |
| 2002年（平成14年） | 4,298            | 2,196            |            |
| 2003年（平成15年） | 4,208            | 2,139            |            |
| 2004年（平成16年） | 4,112            | 2,088            |            |
| 2005年（平成17年） | 4,147            | 2,108            |            |
| 2006年（平成18年） | 3,976            | 1,998            |            |
| 2007年（平成19年） | 3,825            | 1,923            |            |
| 2008年（平成20年） | 3,757            | 1,891            |            |
| 2009年（平成21年） | 3,564            | 1,793            |            |
| 2010年（平成22年） | 3,412            | 1,716            |            |
| 2011年（平成23年） | 3,393            | 1,694            |            |
| 2012年（平成24年） | 3,507            | 1,722            |            |
| 2013年（平成25年） | 3,503            | 1,732            |            |
| 2014年（平成26年） | 3,438            | 1,710            |            |
| 2015年（平成27年） | 3,538            | 1,763            |            |
| 2016年（平成28年） | 3,553            | 1,806            |            |
| 2017年（平成29年） | 3,554            | 1,803            |            |
| 2018年（平成30年） | 3,511            | 1,780            |            |
| 2019年（令和元年） | 3,379            | 1,710            |            |
| 2020年（令和02年） | 2,520            |                  | [ 東武 3 ] |
| 2021年（令和03年） | 2,618            | 1,321            | [ 東武 4 ] |
| 2022年（令和04年） | 2,811            | 1,417            | [ 東武 5 ] |
| 2023年（令和05年） | 2,971            | 1,507            | [ 東武 6 ] |
| 2024年（令和06年） | 2,952            | 1,497            | [ 東武 1 ] |

## 駅周辺
- 鹿沼市役所
- 鹿沼警察署
- 鹿沼市消防本部・鹿沼消防署
- 鹿沼郵便局
- 鹿沼鳥居跡郵便局
- 鹿沼下田町郵便局
- 西鹿沼郵便局
- 関東自動車鹿沼営業所
- 上都賀総合病院
- 栃木県立鹿沼高等学校
- 栃木県立鹿沼商工高等学校
- 川上澄生美術館
- 鹿沼市立図書館
- まちの駅 新・鹿沼宿
- 木のふるさと伝統工芸館
- 屋台のまち 中央公園
- 国道121号
- 国道293号
- 国道352号
- 栃木県道120号新鹿沼停車場線
- ヨークベニマル 鹿沼上殿町店
- ヤオハン 貝島店

### 駅前のモニュメント

夢の樹
1983年（昭和58年）に制作された、岡本太郎の作品。鹿沼市が岡本の知人である栃木県職員を介して制作を依頼し、岡本は何度も鹿沼に通って完成させた。岡本は鹿沼市の緑あふれる街並みを気に入ったといい、岡本に同行した市職員らに「鹿沼の緑」と書いた色紙を贈った。宇宙に向かって樹・人間・生命力が開くさまを表している。
作品はアルミニウム製で、高さが4メートルある。鹿沼市民文化センターのシンボルとして設置されたため同所に置かれていたが、岡本の生誕100周年を記念し、2012年（平成24年）に新鹿沼駅東口ロータリーへ移設された。移設に当たっては岡本太郎記念現代芸術振興財団に照会し、住宅街にある鹿沼市民文化センターよりも市民の目に触れやすい駅前の方が作品に親しんでもらえると了承を得た。その際に300万円をかけて修復が行われた。
いちごモニュメント
高さ2.2メートルのいちごの形をしたモニュメントで、「いちご市」を標榜する鹿沼市が「いちごの聖地」への飛躍を目指すプロジェクトの一環で設置された。元はいちご一会とちぎ国体・大会（2022年）の際に競技会場のTKCいちごアリーナの前に置かれていたもので、2023年（令和5年）2月19日に除幕式を行って、駅前に移設した。

いちごモニュメント

## バス路線
駅前広場にはコミュニティバスの「東武新鹿沼駅」停留所がある。
一般路線バスは駅前に入らず、駅東方の例幣使街道上にある「鳥居跡町」（とりいどちょう）停留所が事実上の当駅バス停となっている。
停留所名こそ異なるが、宇都宮から来るバスは行き先表示に「新鹿沼」を掲げており、東武鉄道公式サイトでも「鳥居跡町」を当駅の乗り換えバス停として案内している。
東武新鹿沼駅
- 鹿沼市民バス（リーバス）
  - 上久我線
  - 小来川森崎線
  - 運転免許センター線
  - 南押原線
  - 公設市場線
  - 鹿沼南高校線
  - 古峰原線
  - 南摩線
  - 口粟野線
  - 上粕尾山の神線
  - 入粟野上五月線

鳥居跡町
当駅から230メートル先の新鹿沼駅前交差点北側に設置されている。宇都宮から来るバスは「新鹿沼」表示のまま終点鹿沼営業所まで運行される。
- 関東自動車（関東バス）
  - [43][01]（シウマイ餃子ライン）・[47][01]：鹿沼営業所 / JR宇都宮駅

行き先番号：左側は鹿沼行き、右側は宇都宮行き

## 隣の駅
東武鉄道
 日光線
- ■特急「スペーシアX」・■特急「けごん」「きぬ」・■特急「リバティけごん」「リバティきぬ」「リバティ会津」・■JR線直通特急「スペーシア日光」「きぬがわ」停車駅

■急行
新栃木駅 (TN 12) - 新鹿沼駅 (TN 18) - 下今市駅 (TN 23)
■普通
樅山駅 (TN 17) - 新鹿沼駅 (TN 18) - 北鹿沼駅 (TN 19)